# KiSYA
KiSYA（キーシャ）は、日本・大阪府出身のAsian Soulシンガー。シンガーソングライター。

## 来歴・人物
幼少の頃からピアノを始め、クラシックを勉強後にハモンドオルガンと出会い、ジャズ、ブルースなど黒人音楽を学ぶ。オルガンアレンジやバンドコンテストなどで優勝、他数々の賞を受賞。在学中より歌を始めSoul、Jazzシンガーとして国内ジャズフェスティバルやイベント、クラブ等で歌いつつ、音楽専門学校にて即興演奏、ドラムアンサンブルなどの講師も務める。
この頃テレビ番組の音楽や、ラジオCMなど活動を広げる。

### 海外レコーディング・公演

#### 中国杭州、ニューヨーク、ケニア・ナイロビ他
海外での活動も広げ、中国やニューヨークのほかケニアを訪問。

#### 日本人初オリジナル曲教会レコーディング
上京後、レーベルBirdからリリースされた CD『It's my style』ではオリジナル曲をアメリカハートフォードにある Latter Rain Christian Fellowship教会で録音。教会でのオリジナル曲録音は日本人としては初となり、その模様はWOWWOWで特集番組となった。
この時本物のゴスペルに出会う。

#### ニューヨーク レコーディングチーム
また、ミンガスオーケストラのベーシスト ボリスコズロフ、ダイアンリーブスやクリスチャンマクブライドなどのドラマー テリオンガレイと共にレコーディングチームを結成、ディレクターを担当。NYレコーディングチームのディレクターとして、デビッドサンボーン、ランディ・ブレッカー、ジャニスシーゲル（マンハッタン・トランスファー）などグラミー受賞ミュージシャン達との音源制作にも多数携わり、シンガーとしても共演。松任谷由実ヒット曲English Coverアルバム「UNDER THE BLUE MOON」は話題となる。

#### KiSYA&ISSEIニューヨーク国連本部にて出演
2006年にギタリスト高見一生とFunk、Soulの要素の強いユニット KiYOMi&ISSEI（現KiSYA&ISSEI）を結成。
当時アフリカのエイズ孤児の現状を知り実際にKiSYA&ISSEIでケニアへ赴いた。帰国後、「ミュージシャンとして何ができるか」と数々の大使館へ話に行くなど活動していたところ、ニューヨーク国連本部での AIDS孤児支援NPO発足パーティーに出演することとなる。またウガンダ大使館の 「Light of Africa」や、「国境なきアーティストたち」など、国際的イベントに出演。その後、2011年４月ワシントンさくら祭り出演。

### FACES MUSIC設立
2009年3月4日、ギタリスト高見一生を代表とし、共にレコードレーベルFACES MUSIC llc. を設立。
事業内容は音楽制作、流通、配信、イベント企画運営、アーティストマネージメント、ミュージックスクールAMU運営。

#### 所属アーティスト
- 高見一生（ISSEI TAKAMI）
- KiSYA
- KiSYA&ISSEI
- Tokyo Funky Dolls
- 胡栗（COKURi）
- MiLLY（ソロ）

#### 楽曲制作・プロデュース
2011年に結成したFunkyコーラスユニット Tokyo Funky Dolls では、楽曲を制作・プロデュースしつつ、自身もメンバーとしてSoul曲のリードを担当。
またJapanese Soul singer 胡栗（COKURi）、MiLLY、ZZの楽曲制作、プロデュースも手掛ける。

#### 楽曲制作・提供、アレンジ
Sheila Ray Charles、西村協、青木カレン、藤間瑠依（Rui）、胡栗、ZZ、TAKA、満福亭みーつ、加藤ヒロ、Karin、Thalassa、大山しずか、増田めぐみなど

### YouTube
昨今ではニューヨークで培った歌唱法を使い、YouTubeで洋楽の歌い方動画を配信。（FACES FUNKY MUSICチャンネル）
チャンネル登録者は現在1万3000人。（2023年8月現在）

## その他
ゴスペルやPopsの名曲をコーラスで楽しむワークショップも独自のスタイルで展開。
国境や世代を越えて、鼓動から送られるリズムと音で人の心を繋ぐ音楽やショー作りを目指している。

## ディスコグラフィー
| 発表年 | タイトル          | アーティスト                     |             |            |
| ------ | ----------------- | -------------------------------- | ----------- | ---------- |
| 2000年 | A LOVER OF MUSIC  | KiYOMi                           | ザーリャ    | 作詞・作曲 |
| 2001年 | It's my style     | KiYOMi                           | Bird        | 作詞・作曲 |
| 2004年 | GIGIN' TONIGHT    | KiYOMi                           | AMU RECORD  | 作詞・作曲 |
| 2009年 | JAMBO             | KiYOMI & ISSEI（現 KiSYA&ISSEI） | FACES MUSIC | 作詞・作曲 |
| 2011年 | KiYOMi&ISSEI      | KiYOMI & ISSEI（現 KiSYA&ISSEI） | FACES MUSIC | 作詞・作曲 |
| 2016年 | Tokyo Funky Dolls | Tokyo Funky Dolls                | FACES MUSIC | 作詞・作曲 |
| 2018年 | AFRO DIVA         | Tokyo Funky Dolls                | FACES MUSIC | 作詞・作曲 |
| 2022年 | VIOLET MOOD       | Tokyo Funky Dolls                | FACES MUSIC | 作詞・作曲 |